# Vladimir Hütt
Vladimir Hütt (oroszul: Владимир Платонович Хютт, Vlagyimir Platonovics Hjutt; Leningrád, 1936. április 18. – 1997. június 4.) észt filozófus.

## Élete
Leningrádban született, a balti államok megszállása után költözött Észtországba. A végzettsége szerint fizikus Hütt főleg a fizika filozófiájával, a tudományos világképpel és a megismerés elméletével foglalkozott. Munkái a Szovjetunióban hivatalos marxizmus gondolatmenete szerint íródtak. Művei nagy része orosz nyelven jelent meg. 1979-ben jelent meg A fizika filozófiai problémái Szovjet Észtországban 1948 és 1978 között címmel, ahol a fizikai ismeretek kiegészítő jellegéről és a tárgyilagosságáról írt. Az 1980-as években az Obnyinszki Nukleáris Energetikai Intézet társadalomtudományi és filozófiai tanszékének volt az elnöke. A peresztrojka alatt is a kommunizmus híve maradt, alapításától az Interliikumine támogatója volt.

## Publikációi
- Filoszofszkije voproszi fiziki v Szovetszkoj Esztonyii za 30 let (1948—1978), Published by AN ESSR, 1979 (A fizika filozófiai problémái Szovjet Észtországban 1948 és 1978 között)
- Abiks õpetajale-propagandistile (Tanári propaganda-útmutató), Eesti NSV Õpetajate Täiendusinstituut, Eesti NSV Haridusministeerium, 1984
- Рецепция философии М. Хайдеггера в Эстонии : проблемно-аналитический обзор. Москва : ИНИОН, 1991 (On the reception of Heidegger's philosophy in Estonia)

## Fordítás
- Ez a szócikk részben vagy egészben  a   Vladimir Hütt című angol Wikipédia-szócikk ezen változatának fordításán alapul.  Az eredeti cikk szerkesztőit annak laptörténete sorolja fel. Ez a jelzés csupán a megfogalmazás eredetét és a szerzői jogokat jelzi, nem szolgál a cikkben szereplő információk forrásmegjelöléseként.